# Каникатини Бањи
Каникатини Бањи (итал. Canicattini Bagni) је насеље у Италији у округу Сиракуза, региону Сицилија.
Према процени из 2011. у насељу је живело 6893 становника. Насеље се налази на надморској висини од 376 м.

## Становништво
| 1936. | 1951. | 1961. | 1971. | 1981. | 1991. | 2001. | 2011. |
| ----- | ----- | ----- | ----- | ----- | ----- | ----- | ----- |
| 9.827 | 9.783 | 8.572 | 7.548 | 7.485 | 7.535 | 7.519 | 7.186 |